# A néma dosszié
A néma dosszié 1977-ben forgatott, 1978-ban bemutatott színes, magyar krimi, amit Mészáros Gyula rendezett Falus György novellájából. 1979-ben Falus György Józan Gáborral közösen regénnyé dolgozták át a művet.

## Tartalom
Egy véletlen baleset során fény derül Kovács Pál külkereskedő kémtevékenységére. Az összetört gépkocsi oldalában kódolt kémjelentéseket találnak. Az ügyet Rózsa Bálint alezredes, két fiatal kollégájával, Kuti és Szalai főhadnaggyal veszi kézbe. Az ügyet megnehezíti Kovács kitartó hallgatása. A szálak Kovács barátnőjéhez, László Éva OTP dolgozóhoz vezetnek, aki ellen merényletet kísérelnek meg, ahogy a börtönben Kovács ellen is. A nyomozók látókörébe egy nemzetközi kémbanda kerül, akiknek főnöke egy Bimbó fedőnevű személy.

## Szereplők
- Szirtes Ádám – Rózsa Bálint alezredes
- Bujtor István – Kuti főhadnagy
- Dunai Tamás – Szalai főhadnagy
- Bitskey Tibor – Kovács Pál
- Káldi Nóra – László Éva
- Sinkovits Imre – Georg Johansson
- Galán Géza – Helmuth Wolf
- Sinkó László – Dr. Nemes Lajos, ügyvéd
- Bánfalvy Ágnes – Schell Zsuzsa, Nemes titkárnője
- Tábori Nóra – Klárika, Rózsa titkárnője
- Tolnai Miklós – Paul Müller
- Blaskó Balázs – Dr. Rétfalvi György, ügyvédbojtár
- Suka Sándor – vendéglős
- Izsóf Vilmos, Korcsmáros György – technikus
- Szombathy Gyula – vizsgáló tiszt
- Paláncz Ferenc – őrmester
- Schubert Éva – Kovács titkárnője
- Georgette Mertzhradt – házmester
- Némethy Ferenc – Szebeni, takarító rab
- Kautzky József – kém
- Tardy Balázs – mentős
- Kristóf Tibor, Soós László – rendőr
- Kassai Ilona – Rózsa Bálintné Anna
- Parányi Piri

## Érdekesség
Kb. a 9. percnél a Szombathy Gyula által alakított tiszt azt mondja a Bitskey Tibor által alakított Kovács Pálnak, hogy ha nem hajlandó együtt működni, akkor annak a következménye kiszámíthatatlan, viszont a szájáról tisztán lelehet olvasni, hogy a "kiszámíthatatlan" helyett eredetileg azt mondta, hogy "halál is lehet".

## Külső hivatkozások
- A néma dosszié a PORT.hu-n (magyarul)
- A néma dosszié az Internet Movie Database oldalon (angolul)
- FilmKatalógus.hu